# مقاطعة ألين (لويزيانا)
مقاطعة ألين (بالإنجليزية: Allen Parish, Louisiana)‏ هي إحدى مقاطعات ولاية لويزيانا في الولايات المتحدة. تأسست سنة 1912، وتبلغ مساحتها 1983 كم2، بلغ عدد سكانها 25764 نسمة في عام 2010 حسب إحصاء مكتب تعداد الولايات المتحدة وتصل الكثافة السكانية فيها 13 نسمة/كم2.

## وصلات خارجية
- United States Counties